# Morinia
Morinia is een geslacht van insecten uit de familie van de Bromvliegen (Calliphoridae), die tot de orde tweevleugeligen (Diptera) behoort.

## Soort
- M. doronici (Scopoli, 1763)